# Nohant-Vic

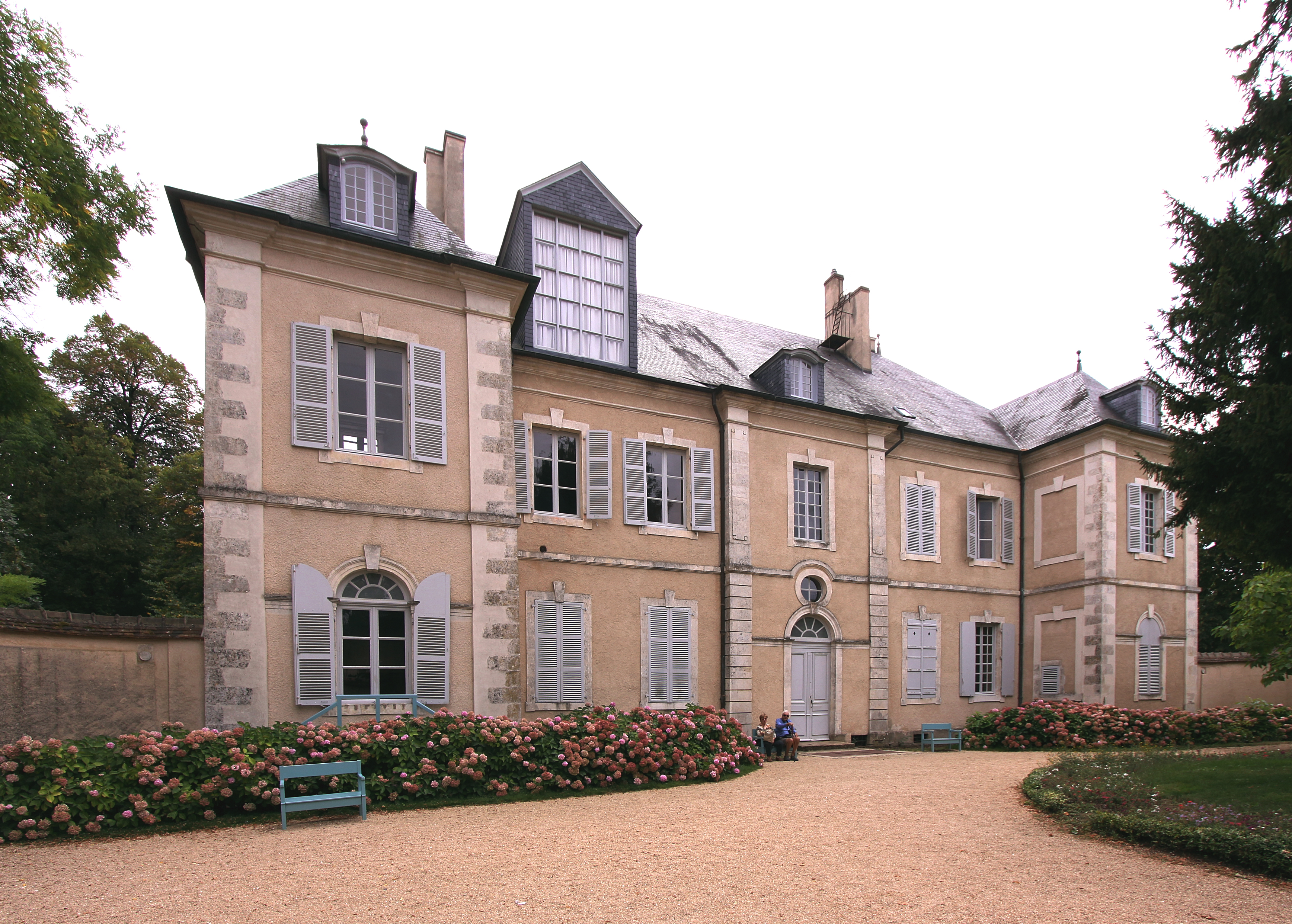
Landhuis

Nohant-Vic is een gemeente in het Franse departement Indre (regio Centre-Val de Loire) en telt 481 inwoners (2005). De plaats maakt deel uit van het arrondissement La Châtre.

## Geografie
De oppervlakte van Nohant-Vic bedraagt 20,9 km², de bevolkingsdichtheid is 23,0 inwoners per km².
De onderstaande kaart toont de ligging van Nohant-Vic met de belangrijkste infrastructuur en aangrenzende gemeenten.

## Demografie
Onderstaande figuur toont het verloop van het inwonertal (bron: INSEE-tellingen).

## Bekende inwoners
De Franse schrijfster George Sand verbleef een groot deel van haar leven op het familiekasteel van Nohant. Zij overleed er op 8 juni 1876.